# 萨拉·弗兰切斯基
萨拉·弗兰切斯基（義大利語：Sara Franceschi，1999年2月1日—），意大利女子游泳运动员，2022年地中海运动会女子200米个人混合泳和女子400米个人混合泳金牌得主、2022年欧洲游泳锦标赛女子200米个人混合泳铜牌得主、2024年世界游泳锦标赛女子400米个人混合泳铜牌得主。